# Jazztronik
Jazztronik, nome d'arte di Ryota Nozaki (Kawaguchi, 16 marzo 1976), è un disc jockey e produttore discografico giapponese.
Lo stile musicale di Ryota Nozaki include particolarmente il nu jazz, pur non essendo limitato solo a questo. La popolarità di Jazztronik è cresciuta negli ultimi anni e le sue hit hanno superato le centomila copie vendute; le sue performance registrano il tutto esaurito nei club giapponesi, mentre la sua crescita in America ed Europa gli ha permesso di raggiungere popolarità soprattutto nella scena inglese.
Ryota Nozaki ha scritto e arrangiato musica per vari gruppi e artisti, come Mondo Grosso e Miho Karasawa. Pur essendo al momento affiliato alla Especial Records, la sua musica è associata anche con la Compost Records e la Sonar Kollektiv.